# Jan Romeo Pawłowski
Jan Romeo Pawlowski (Biskupiec, 23 de novembro de 1960) é um arcebispo católico romano polonês, atualmente é núncio apostólico da Grécia. 

## Biografia
O primeiro dos quatro filhos de Stanisław e Magdalena, Jan Pawlowski ingressou no Seminário Maior do Primaz de Gniezno em 1979. Foi ordenado padre em 1 de junho de 1985 na Arquidiocese de Gniezno, por Józef Cardeal Glemp.
Entre 1985-1987 trabalhou como vigário na paróquia de Bydgoszcz, ao mesmo tempo que serviu como secretário do vigário episcopal de Bydgoszcz. De 1987 a 1991 viveu em Roma, alcançando o doutorado em direito canônico na Pontifícia Universidade Gregoriana. Paralelamente, concluiu os estudos na Pontifícia Academia Eclesiástica.
Em 1º de julho de 1991 iniciou o serviço diplomático na Santa Sé, trabalhando no Congo (Brazzaville), África do Sul, Chade, Tailândia, Brasil e França. A partir do final de 2002, serviu na Secretaria de Estado do Vaticano, na Secção para as Relações com os Estados. Em 1993 foi nomeado Capelão de Sua Santidade e em 2005 Prelado Honorário de Sua Santidade. Ele fala italiano, inglês, francês, russo, alemão e português.
Pawlowski foi incardinado na Diocese de Bydgoszcz em 24 de fevereiro de 2004.
Foi nomeado pelo Papa Bento XVI em 18 de março de 2009 como Núncio Apostólico na República do Congo e no Gabão e arcebispo titular de Sejny. Recebeu a ordenação episcopal em 30 de abril do mesmo ano, por Tarcisio Cardeal Bertone, SDB; os principais co-consagradores foram Jan Karol Tyrawa, Bispo de Bydgoszcz, e o arcebispo Alfio Rapisarda.
Em 7 de dezembro de 2015, Pawlowski foi nomeado funcionário da Secretaria de Estado, como delegado para as Representações Pontifícias. Em 21 de novembro de 2017, o Papa Francisco criou a terceira seção daquele Secretariado, a Seção de Pessoal Diplomático, nomeando-o presidente da seção, o que fortaleceu seu cargo como delegado para as Representações Pontifícias.
Em 17 de dezembro de 2020, o papa o confirmou na função, concedendo o título de Secretário de Representações Pontifícias da Secretaria de Estado, onde permaneceu até ser substituído em 10 de setembro de 2022 por Luciano Russo.
Em 1 de dezembro de 2022, o Papa Francisco o nomeou núncio na Grécia.